# Juncus exsertus
Juncus exsertus är en tågväxtart som beskrevs av Franz Georg Philipp Buchenau. Juncus exsertus ingår i släktet tåg, och familjen tågväxter. IUCN kategoriserar arten globalt som livskraftig. Inga underarter finns listade i Catalogue of Life.